# تيموثي دوهرتي
تيموثي دوهرتي (بالإنجليزية: Timothy Doherty)‏ هو كاهن كاثوليكي أمريكي، ولد في 29 سبتمبر 1950 في روكفورد في الولايات المتحدة.